# KTV Koblenz
Die Kunstturnvereinigung Koblenz ist ein Zusammenschluss aus mehreren Turnvereinen in der Koblenzer Umgebung. Sie ist derzeit als einziger Verein in Koblenz mit einer Mannschaft in der zweithöchsten Wettkampfklasse aktiv und versucht somit den Turnsport aufrechtzuerhalten.
Aktuell gehören der KTV als Vereine die Turn- und Sportgemeinde Horchheim, der TuS Niederberg, TV Moselweiß, TV Nievern, TV Weißenthurm, TV Vallendar, TV Bad Ems und der VfL Altendiez an. Unter Federführung von Klaus-Hermann Wilbert startete eine Jugendauswahl aus dem gesamten Verbandsgebiet als KTV Koblenz II-Team in der Hessen-Jugendliga.

## Geschichte

### Gründung
Am 27. November 1984 wurde die Kunstturnvereinigung Koblenz durch die Gründungsmitglieder Hans-Jürgen Herrmann, Herbert Schall, Hans Fries, Lothar Stein, Karl-Heinz Hammer, Monika Sauer, Heinrich Salzmann, Herbert Donauer, Helmut Eppelein, Walter Thöne und Ernst Muscheid aus der Taufe gehoben. TuS Horchheim, TuS Niederberg, Coblenzer TG, TV Nievern, TuS Rot-Weiß Koblenz und TV Weißenthurm zählten zu den ersten Mitgliedsvereinen der Kunstturnvereinigung.

### Hintergrund
Die Förderung des Leistungsturnens und das Etablieren von Vereinsmannschaften in den Leistungsklassen des Deutschen Turner-Bundes wurden in der Vereinssatzung als erklärte Ziele niedergeschrieben. Um dies zu erreichen, mussten die turnerischen Bemühungen auf eine breitere finanzielle und personelle Basis gestellt werden. Mit vereinten Kräften sollte damit die sportliche Erfolgsgeschichte, die die Vereine aus Horchheim und Niederberg in den 1960er Jahren durch die Koblenzer „Turnväter“ Herbert Schall und Hans Fries eingeleitet hatten, fortgesetzt werden. Zur nachhaltigen Unterstützung der 1. Mannschaft sollte die konsequente Einrichtung von Schüler- und Jugendgruppen nach Absicht des damaligen Vorsitzenden, Hans-Jürgen Herrmann, von Anfang an in die Wege geleitet werden. In der Folge gelang es auch den weiteren Vorsitzenden Karl-Heinz Hammer, Wolfgang Kneer, Rudi Ferrari und Hans Krull gemeinsam mit dem Vorstandsteam von Jahr zu Jahr die notwendigen Ressourcen aufzubringen, damit die 1. Mannschaft als Aushängeschild des Vereins stets in der Deutschen Spitzenklasse turnen konnte. Der aktuelle 1. Vorsitzende, Peter Radermacher, führt diese Aufgabe gemäß der Arbeit seiner Vorgänger seit 2006 fort und ist um die Einbindung der Mitgliedsvereine, Sportverbände und politischen Partner auf regionaler und kommunaler Ebene in das Nachwuchs- und Leistungssport- sowie Ligakonzept der Kunstturnvereinigung Koblenz bemüht.
Als weitere Garanten für diese ununterbrochene Zugehörigkeit zur Deutschen Turnliga sind die verantwortlichen Trainer, Kampfrichter, medizinischen Betreuer und vor allen Dingen das „Kapital“ des Vereins – unsere Turner – zu nennen.

### Sportliche Erfolge
Wurde die Mannschaft, der für eine Saison auch der ehemalige mehrfache Deutsche Meister, Weltmeisterschafts – und Olympiateilnehmer Daniel Winkler angehörte, in den ersten Jahren ab 1985 noch von Gregor Weißbrich betreut, so fungiert seit 1990 Ralf Schall als verantwortlicher Cheftrainer. Er hat es mit fachlicher Kompetenz und pädagogischem Geschick immer wieder verstanden, die ihm im Laufe der Jahre zur Verfügung stehenden Turner zu motivieren und zu einem Team zusammenzuschweißen, welches in der Regional- und 2. Kunstturn–Bundesliga turnte. Ihm zur Seite stand zeitweise Sten Dietrich und aktuell wird er durch Benjamin Seegler unterstützt, der sich auch als Bundes- und Vereinskampfrichter der Kunstturnvereinigung Koblenz einen Namen gemacht hat.
Von 1976 bis 1982 turnte das Team der TuS Horchheim/TuS Niederberg in der 2. Bundesliga und 1981 sogar in der 1. Bundesliga, von 1983 bis 1990 in der Regionalliga West. Ab dem Jahr 1985 turnte das Team dann unter dem neuen Mannschaftsnamen (KTV) „Kunstturnvereinigung Koblenz“ und hat diesen Namen bis heute behalten. Nach Neuordnung der Bundesligastaffeln stieg die KTV-Mannschaft 1991 wieder in die 2. Bundesliga auf, wo sie sich bis 1993 hielt, dann jedoch wieder in die Regionalliga Nord abstieg. Im Jahr 2000 ging die KTV Koblenz mit der KTV Nahetal-Niederwörresbach eine Wettkampfgemeinschaft ein, um den Aufstieg von der Regionalliga in die 2. Bundesliga erneut offensiv anzugehen. Immerhin kamen vier Turner aus Niederwörresbach, von denen einer kein Geringerer als der Jugendnationalturner Wladimir Klimenko aus Niederwörresbach mit von der Partie war. Verstärkt durch diese Turner und mit Hilfe des ungarischen Nationalturners Attila Lörik von Honved Budapest wurde dieses Ziel mit der damals jüngsten Ligamannschaft bereits im Dezember 2000 bei einem spannenden Aufstiegswettkampf in Leipzig erreicht. Nach weiteren erfolgreichen Jahren in der 2. Liga – 2003 erreichte die Mannschaft ohne Verstärkung einen 3. Tabellenplatz – zog sich die KTV Nahetal–Niederwörresbach 2005 aus der Wettkampfgemeinschaft zurück. Das Jahr 2006 entschied infolge der deutlichen Personalverluste im Team über den erneuten Abstieg in die Regionalliga, in dem die KTV nach Neuformierung und Verstärkung durch den schwedischen Nationalturner Björn Slanvall jedoch nur 1 Jahr turnte, um im Relegationswettkampf in Heidelberg dem unmittelbaren Wiederaufstieg in die 2. Bundesliga perfekt zu machen. Nachdem 2009 nur der Wettkampf gegen TUS Leopoldshöhe gewonnen wurde, besiegelte die Niederlage beim letzten Wettkampf gegen den Kieler TK den Abstieg der KTV Koblenz in die Regionalliga. Doch in der KTV Koblenz bewahrte man sich den „nach oben“ und bewährte sich im Relegationswettkampf 2011 mit erneutem Aufstieg in die 2. Bundesliga. Dort hält sich das Koblenzer Team seitdem auf einem stabilen 6. Platz der Staffel Nord. Bemerkenswert ist in all den Jahren, dass das Team der Kunstturnvereinigung Koblenz trotz der personellen Veränderungen es immer wieder geschafft hat, aus ganz überwiegend eigenen Turnern der Region um Koblenz ein ligataugliches Team zusammenzustellen, das sich immer wieder in der 2. Bundesliga zu behaupten weiß. Das drückt sich insbesondere auch in dem aktuellen Logo bzw. Slogan der KTV Koblenz, die sich als „Team vom (R)ECK“ präsentiert und damit klare Akzente auf Heimatverbundenheit und regionale Geschlossenheit im Verbund mit ihren Mitgliedsvereinen, dem Turngau Rhein-Mosel und den sportlichen Partnern zeigt.

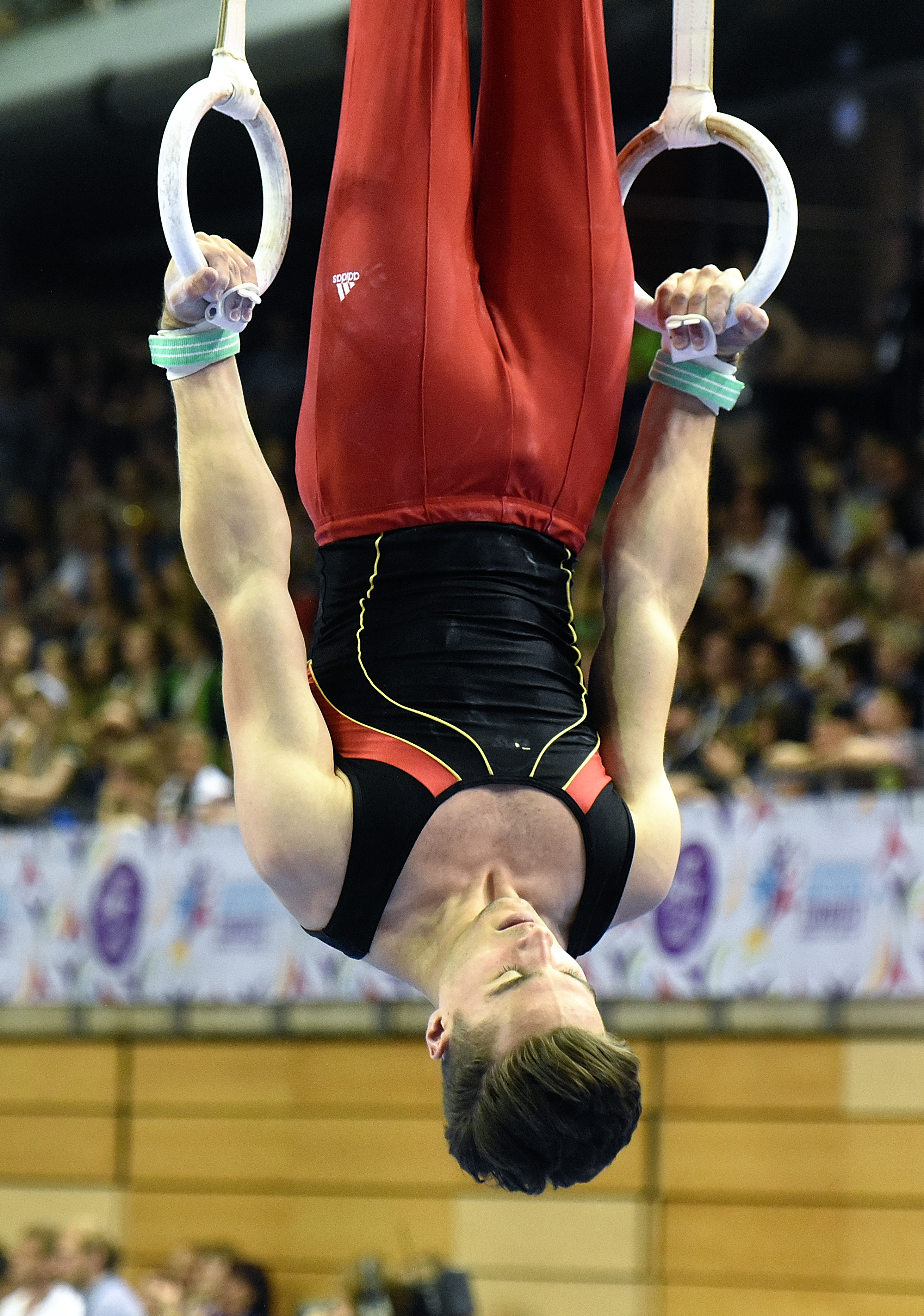
Turner Angelo Schall im Jahr 2017 bei den Deutschen Meisterschaften im Rahmen des Internationalen Deutschen Turnfests 2017

Die KTV Koblenz kann allerdings auch mit Stolz auf weitere Erfolge ihrer Turner hinweisen, denn Jan Damrau schaffte im Jahr 2012 die Qualifikation zu den Deutschen (Aktiven) Meisterschaften, musste aber aus Verletzungsgründen absagen. In den Folgejahren nahm er erneut an den Deutschen Meisterschaften teil und belegte 2013 einen erfreulichen 18. Platz und 2014 einen respektablen 17. Platz. Damit gehört er zu den „TOP TWENTY“ in Deutschland. In der französischen Bundesliga hatte er 2013 und 2014 ebenfalls erfolgreich teilgenommen. Die Knieverletzung im November 2014 hat ihn leider abrupt aus dem Wettkampf- und Trainingsgeschehen herausgenommen. Angelo Schall schaffte im Jahr 2013 bei den Deutschen Jugendmeisterschaften ebenfalls einen erfreulichen 18. Platz und errang zudem einen 7. bzw. 8. Platz in den Gerätefinals an Reck und Sprung. Im Jahr 2014 gelang ihm bei den DJM sogar ein Vorarbeiten auf den 14. Platz. Mit dem Wechsel von der Jugendklasse zur Erwachsenenklasse und zudem dem Umzug aus dem Turnforum in die Messehalle hatte Angelo für 2015 nicht den erforderlichen Trainingsstand erreichen können, um dieses Jahr bei den Deutschen Aktivenmeisterschaften zu starten. Am 20./21. Dezember 2014 mussten infolge geplantem Abriss des Turnforums Koblenz am Mozartplatz sämtliche Geräte, Matten und Hilfsgeräte aus dem Turnforum ausgeräumt und in die provisorische Messehalle am Wallersheimer Kreisel transportiert werden. Dort wieder aufgebaut, wird uns die Messehalle als Trainingsstätte zur Verfügung stehen, bis die geplante Trainingszentrum auf dem Koblenz-Asterstein fertig gestellt sein wird. Da die Messehalle kein Schnitzelgrubentraining ermöglicht, müssen seit Anfang 2015 zusätzliche Trainingseinheiten in Niederwörresbach, Köln, Ingelheim und Limburg organisiert werden. Mit der Fertigstellung des Leistungszentrums auf dem Asterstein soll im Verlauf des Jahres 2018 zu rechnen sein.

## Ziele
Die KTV hat sich zum Ziel gesetzt, das leistungsorientierte Gerätturnen am Mittelrhein aufrechtzuerhalten und in Zusammenarbeit mit den Vereinen, Turngauen und dem Turnverband Mittelrhein zu fördern und positiv zu gestalten.

## Chronik
- 2. Bundesliga Nord 2003 | 3. Platz | 08:04 Punkte
- 2. Bundesliga Nord 2004 | 7. Platz | 00:12 Punkte
- 2. Bundesliga Nord 2005 | 6. Platz | 04:10 Punkte
- 2. Bundesliga Nord 2006 | 8. Platz | 00:14 Punkte
- Regionalliga Nord 2007  | 1. Platz | 12:02 Punkte
- 2. Bundesliga Nord 2008 | 7. Platz | 02:12 Punkte
- 2. Bundesliga Nord 2009 | 8. Platz | 02:12 Punkte
- Regionalliga Nord 2010  | 3. Platz | 08:06 Punkte
- 3. Bundesliga Nord 2011 | 1. Platz | 14:00 Punkte
- 2. Bundesliga Nord 2012 | 6. Platz | 04:10 Punkte
- 2. Bundesliga Nord 2013 | 6. Platz | 04:10 Punkte
- 2. Bundesliga Nord 2014 | 5. Platz | 06:08 Punkte
- 2. Bundesliga Nord 2015 | 5. Platz | 08:06 Punkte
- 2. Bundesliga Nord 2016 | 5. Platz | 06:08 Punkte
- 2. Bundesliga Nord 2017 | 4. Platz | 08:06 Punkte
- 2. Bundesliga Nord 2018 | 5. Platz | 06:08 Punkte
- 2. Bundesliga Nord 2019 | 4. Platz | 08:06 Punkte
- 2. Bundesliga Nord 2020 | annulliert